# Шинглгауз (Пенсільванія)
Шинглгауз (англ. Shinglehouse) — місто (англ. borough) в США, в окрузі Поттер штату Пенсільванія. Населення — 1103 особи (2020).

## Географія
Шинглгауз розташований за координатами 41°58′1″ пн. ш. 78°11′26″ зх. д. / 41.96694° пн. ш. 78.19056° зх. д. (41.966989, -78.190472).  За даними Бюро перепису населення США в 2010 році місто мало площу 5,43 км², з яких 5,42 км² — суходіл та 0,01 км² — водойми.

## Демографія
Згідно з переписом 2010 року, у селищі мешкало 1127 осіб у 484 домогосподарствах у складі 299 родин. Густота населення становила 208 осіб/км².  Було 540 помешкань (99/км²).
Расовий склад населення:
| - 98,8 % — білих - 0,5 % — корінних американців - 0,3 % — азіатів |

До двох чи більше рас належало 0,4 %. Частка іспаномовних становила 1,0 % від усіх жителів.
За віковим діапазоном населення розподілялося таким чином: 23,2 % — особи молодші 18 років, 59,2 % — особи у віці 18—64 років, 17,6 % — особи у віці 65 років та старші. Медіана віку мешканця становила 41,6 року. На 100 осіб жіночої статі у селищі припадало 98,1 чоловіків;  на 100 жінок у віці від 18 років та старших — 90,9 чоловіків також старших 18 років.
Середній дохід на одне домашнє господарство  становив 42 793 долари США (медіана — 26 897), а середній дохід на одну сім'ю — 53 018 доларів (медіана — 43 750). Медіана доходів становила 43 393 долари для чоловіків та 30 357 доларів для жінок. За межею бідності перебувало 22,6 % осіб, у тому числі 22,7 % дітей у віці до 18 років та 12,4 % осіб у віці 65 років та старших.
Цивільне працевлаштоване населення становило 282 особи. Основні галузі зайнятості: освіта, охорона здоров'я та соціальна допомога — 32,3 %, роздрібна торгівля — 14,2 %, виробництво — 14,2 %.